# Barbara Göbel
Barbara Göbel (* 8. April 1943 in Jena) ist eine ehemalige Schwimmerin aus der DDR. Sie wurde 1960 Olympiadritte.

## Werdegang
Bei den gesamtdeutschen Olympiaausscheidungen 1960 in München konnte die Oberschülerin aus Jena Wiltrud Urselmann besiegen und qualifizierte sich zusammen mit Wiltrud Urselmann für das Olympiateam. In Rom bei den Olympischen Spielen 1960 schwamm sie die 200-Meter-Bruststrecke in 2:53,6 Minuten und gewann Bronze hinter der Britin Anita Lonsbrough und Wiltrud Urselmann.
Am 1. Juli 1961 schwamm sie in Rostock auf der 100-Meter-Bruststrecke in 1:18,2 Minuten Weltrekord. 1962 wurde sie mit der 4-mal-100-Meter-Lagenstaffel der DDR Europameisterin in neuer Weltrekordzeit von 4:40,1 Minuten. Für diese Leistung wurde die Lagenstaffel mit Ingrid Schmidt, Göbel, Ute Noack und Heidi Pechstein in der DDR zur Mannschaft des Jahres gewählt. Nach einer Verletzung am Meniskus konnte sich Barbara Göbel nicht für die Olympischen Spiele 1964 in Tokio qualifizieren.
Sie startete zuerst für den SC Motor Jena und später für den SC Magdeburg. 1962 erhielt sie den Vaterländischen Verdienstorden in Silber.
Barbara Göbel heiratete 1964 den Kapitän der DDR-Wasserballnationalmannschaft Siegfried Ballerstedt. Sie absolvierte ein Fernstudium an der Leipziger DHfK und wurde Diplomsportlehrerin.